# Twenty One Pilots
Twenty One Pilots (også  twenty øne piløts (med små bogstaver) forkortet tøp eller tøpperne) er en amerikansk musikalsk duo med oprindelse i Columbus, Ohio. Bandet blev dannet i 2009 af Tyler Joseph sammen med tidligere medlemmer Nick Thomas og Chris Salih, som forlod bandet i 2011. Derfor har bandet sidenhen bestået af forsanger Tyler Joseph og trommeslager Josh Dun, efter at sidstnævnte tiltrådte bandet i 2011. Duoen er bedst kendt for singler som "Stressed Out", "Ride", og "Heathens". De vandt i 2017 en Grammy Award for bedste popduo ved den 59. årlige Grammy Awards ceremoni.
De udgav selv deres to første album, Twenty One Pilots i 2009 og Regional at Best i 2011, før de i 2012 indgik en kontrakt med pladeselskabet Fueled By Ramen. Herefter udgav de deres tredje album, Vessel, i 2013. Deres fjerde album i 2015, Blurryface, blev deres helt store gennembrud, og indeholder blandt andet store hits som "Stressed Out" og "Ride". I 2016 udgav de singlen "Heathens", som er en del af soundtracket til filmen Suicide Squad. Duoens femte og seneste album, Trench, blev udgivet d. 5 oktober 2018.

## Musikalske stil og indflydelse
Twenty One Pilots bruger en blanding af klaver (nogle gange et elektronisk tastatur eller en keytar), synthesizer, trommer (nogen gange blandet med elektroniske trommer), vokal, og en sjælden gang ukulele. Deres sange er som regel poesi-baseret (skrevet af Joseph og Dun); Joseph har udtalt, at når poesien er for lang, bliver han nødt til at rappe det for at teksterne passer ind.
Folk har typisk problemer med at bestemme, hvilken genre bandet hører til, da de ofte blander dem.

## Diskografi
- Twenty One Pilots (2009)
- Regional at Best (2011)
- Vessel (2013)
- Blurryface (2015)
- Trench (2018)
- Scaled and Icy (2021)
- Clancy (2024)